# Telephanus guadelupensis
Telephanus guadelupensis es una especie de coleóptero de la familia Silvanidae.

## Distribución geográfica
Habita en Guadalupe (Francia).